# Ian Stark
Ian Stark är en brittisk fälttävlansryttare född 22 februari 1954 i Galashiels, Scottish Borders.

## Placeringar
- 6:a Europamästerskapen i fälttävlan 1997 i Burghley, Storbritannien på Arakai[1]
- 1:a Europamästerskapen i fälttävlan 1991 i Punchestown, Irland på Glenburnie[1]
- 2:a Ryttar-VM 1990 i Stockholm på Murphy Himself[2]
- 2:a Europamästerskapen i fälttävlan 1987 i Luhmühlen, Västtyskland på Sir Wattie[1]
- 3:a Europamästerskapen i fälttävlan 1985 i Burghley, Storbritannien på Oxford Blue[1]